# Elección al Senado de los Estados Unidos en Virginia de 2024
Las elecciones al Senado de los Estados Unidos de 2024 en Virginia se llevaron a cabo el 5 de noviembre de 2024 para elegir a un miembro del Senado de los Estados Unidos que represente al estado de Virginia. El senador demócrata titular de dos mandatos, Tim Kaine, fue elegido en 2018 con el 57% de los votos. Kaine se postulará a la reelección.
El gobernador Glenn Youngkin del Partido Republicano es visto como un potencial candidato para el Senado, ya que su mandato expira en 2025 y no es elegible para otro mandato consecutivo.